# Livipurpurata dentiexserta
Livipurpurata dentiexserta är en stekelart som beskrevs av Wang 1994. Livipurpurata dentiexserta ingår i släktet Livipurpurata och familjen brokparasitsteklar. Inga underarter finns listade i Catalogue of Life.